# Nolingestenen
Nolingestenen, med signum Sö Fv1954;20, är en runsten som står nära Nolinge gård i Grödinge socken, Botkyrka kommun på Södertörn i Södermanland.

## Stenen
Stenen påträffades tillsammans med en bautasten vid plöjning 1952. De båda stenarna har varit uppställda på ömse sidor om en gammal väg, som markering för ett vadställe. Toppen på stenen saknas och den del som återstår är 150 cm hög, 55 cm bred och 12 cm tjock. Materialet är rödgrå granit. Ristningen är starkt vittrad och övre delen av inskriften saknas. Den från runor översatta texten följer nedan:

## Inskriften
Inskriften lyder i translitterering:
biurn : lit : risa : stin : i(f)... ... ... ...r : austr : i : kirikium : biurn hik
På normaliserad runsvenska:
Biorn let ræisa stæin æf[tiR] ... ... [dauð]r austr i Grikkium. Biorn hiogg.
Översatt till nusvenska:
"Björn lät resa sten efter... [Han dog] österut i Grekland. Björn högg."

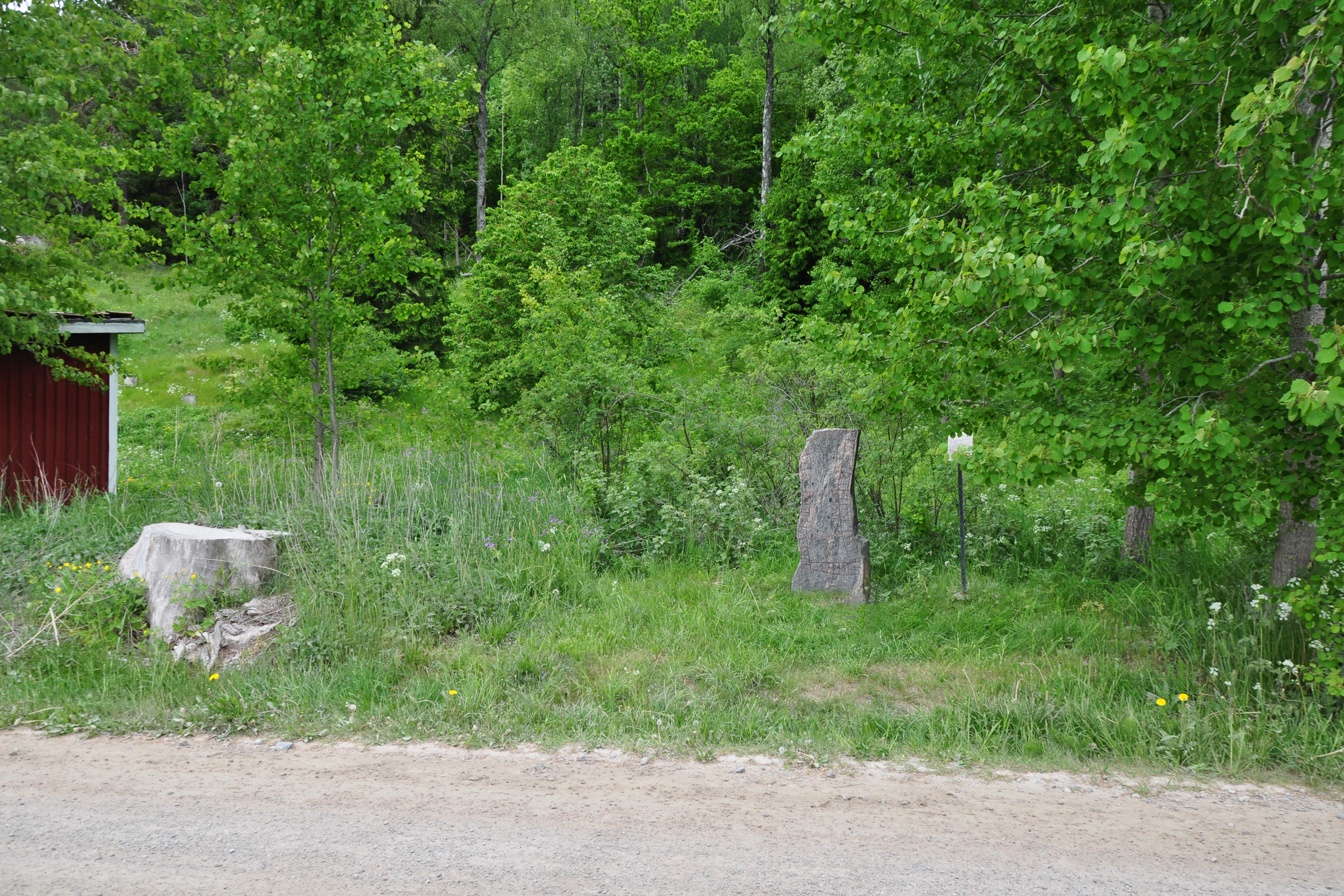
Översiktsbild.
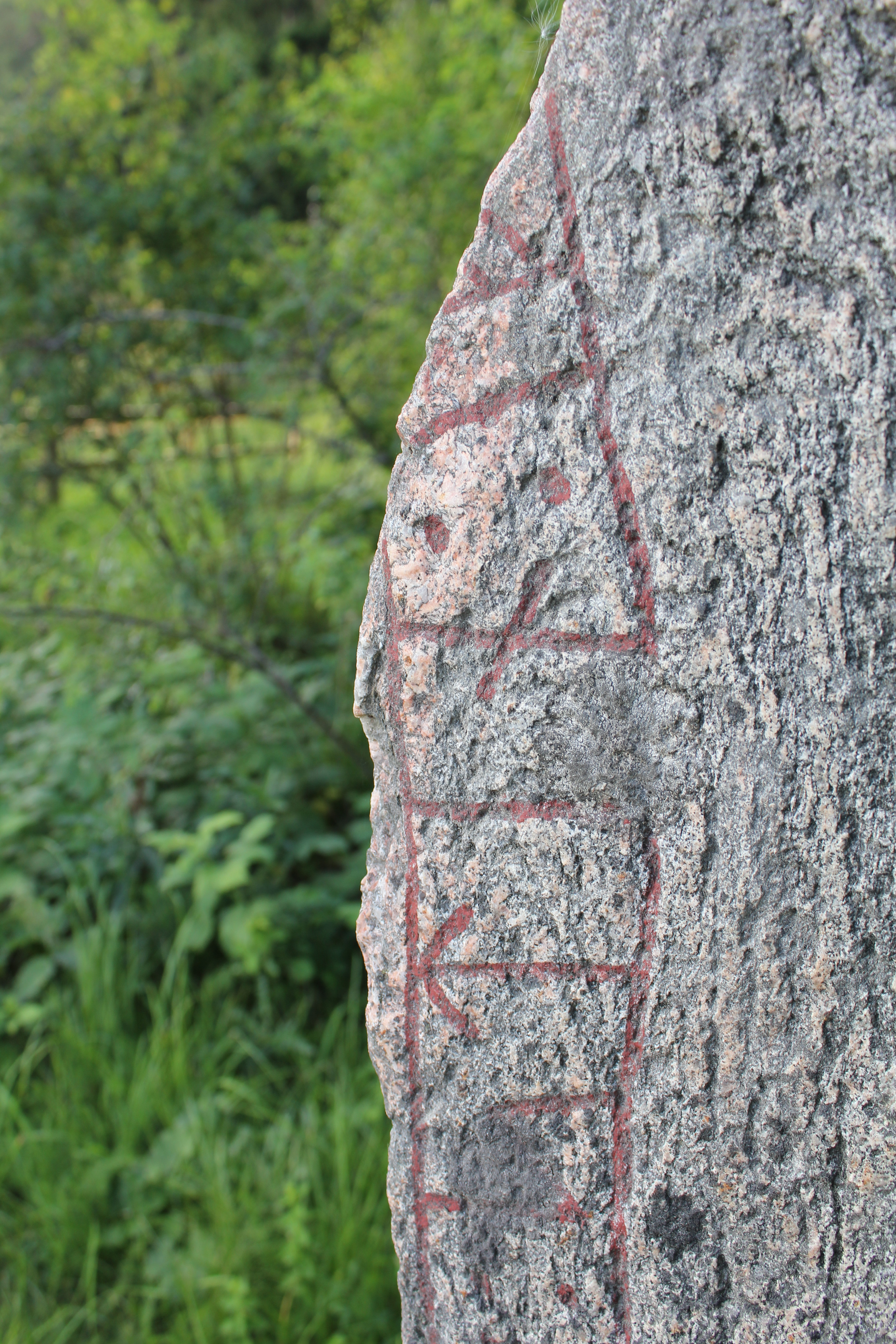
Närbild.